# Ortuño María de Aguirre-Zuazo Corral

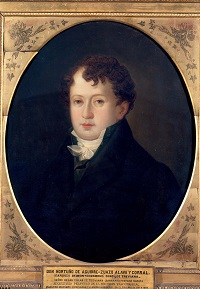
Retrato de Ortuño de Aguirre-Zuazo y Corral, VI marqués de Montehermoso y conde de Triviana, del año 1780. Se encuentra en la Diputación Foral de Álava.

Ortuño [María] de Aguirre-Zuazo [y del] Corral (Vitoria, 15 de mayo de 1767-París, 8 de junio de 1811), vi marqués de Montehermoso, X conde de Triviana y, por casamiento, de Echauz y del Vado, fue un noble y militar ilustrado y afrancesado español de Álava.

## Biografía
De uno de los linajes más distinguidos del País Vasco, su padre, José María Aguirre Ortés de Velasco, V marqués de Montehermoso, fue un militar que estuvo junto a su hermano Ignacio Luis entre los fundadores de la muy progresista Real Sociedad Bascongada de Amigos del País. Más tarde incluso llegaría a dirigirla a la muerte del X.º Conde de Peñaflorida en 1785 y a trasladarla de Vergara a Vitoria, al renacentista palacio de Escoriaza-Esquivel, casi frente a su casa. Su madre fue una prima del anterior, María Concepción del Corral y Aguirre. Su hijo Ortuño estudió desde 1776 en el Real Seminario de nobles de Vergara y luego siguió también la carrera militar. 
En 1786 fue destinado como cadete del Regimiento de la Reina a Vitoria. Al año siguiente fue destinado a San Sebastián, donde estuvo hasta 1793, cuando estalló la Guerra de la Convención y Francia invadió las Vascongadas y Cataluña, sin que se retiraran las tropas hasta agosto de 1795. Ortuño describió en ese año los desastres del conflicto en un impreso, La paz interior... (Vitoria, Baltasar Manteli, 1795). En 1797 fue elegido maestre de campo, comisario y diputado general de Álava. En 1798 murió su padre y heredó toda su cuantiosa fortuna, el palacio y su colección de arte y biblioteca, que procuró incrementar y que acreció aún más cuando en 1800 heredó los mayorazgos de Pedro de Álava, Andrés de Álava y Carlos de Álava con el condado de Triviana del que fue décimo conde; en ese mismo año se casó en Vitoria con la cuarta condesa del Vado y tercera de Echauz, María del Pilar [de] Acedo y Sarriá. El novio contaba con treinta y tres años, la novia con dieciséis.
Junto a otros nobles vascos impulsó las Conferencias forales asistiendo a la Diputación General de Españoles convocada por Napoleón Bonaparte el 19 de mayo de 1808 que aprobó la Constitución de Bayona. El 22 de junio de 1808 presentó la Exposición hecha al Emperador sobre el proyecto de Constitución por el Marqués de Montehermoso, Diputado de la provincia de Álava, en la que desarrolló la doctrina foralista de la Ilustración vasca. El artículo 144 de la Constitución de Bayona contemplaba que en el futuro las Cortes decidieran la conjunción de los Fueros y la Constitución española, y por eso Montehermoso la firmó e instó a la junta de procuradores de Álava a que proclamara a José I Bonaparte como Rey, aunque declinó cautamente hacerlo él mismo. José I lo nombró primer gentilhombre de cámara y le otorgó la grandeza de España además de otros honores y condecoraciones, pues además había permitido que su hermosa y joven esposa fuera amante de José I.

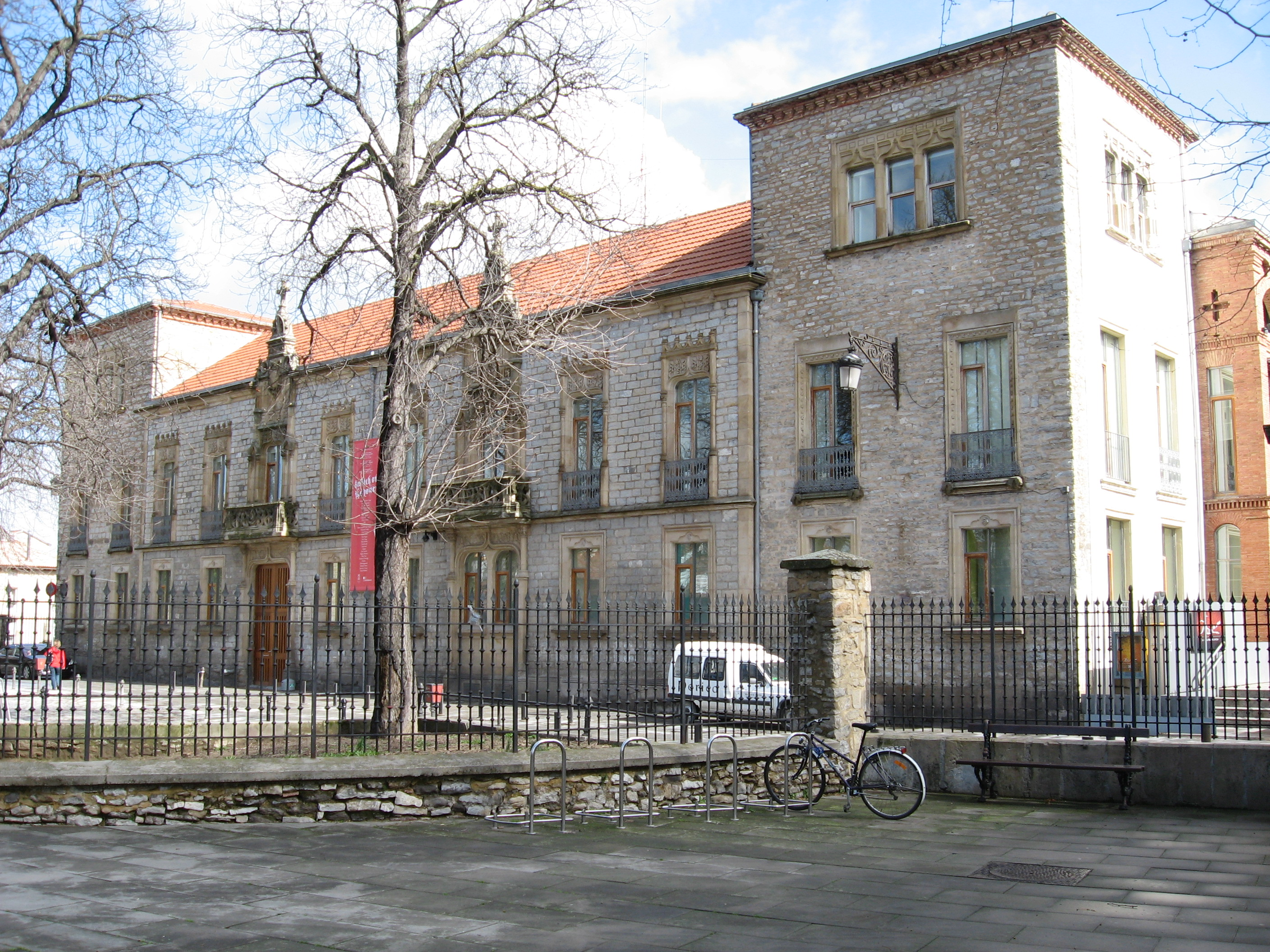
Palacio de Montehermoso, actualmente Centro Cultural Montehermoso Kulturunea, Vitoria.

Montehermoso recibió a José I en su palacio de Vitoria tras la sublevación del 2 de mayo y su esposa, María del Pilar [de] Acedo y Sarriá	(1809-1867), IV condesa del Vado, señora del mayorazgo de Sarriá, heredera e hija mayor de José María Acedo, conde de Echauz, con asiento en las Cortes de Navarra, con la que había casado en 1800, sedujo al Rey. Era una salonnière distinguida y hermosa, que mantenía junto a su marido una tertulia de artistas y pensadores descreídos, anticlericales y anti-inquisitoriales; hablaba francés e italiano a la perfección. También escribía versos en ambos idiomas, pintaba miniaturas, cantaba y tocaba el piano y la guitarra. 
Montehermoso permitió que lo acompañara en los momentos más difíciles y también, aunque enfermo, en 1811, en la comitiva regia, al desplazarse ésta a Roma con motivo del bautizo del llamado rey de Roma, Napoleón II Bonaparte, el ansiado heredero varón del imperio. Las relaciones de José I con la Condesa no pasaron desapercibidas para el pueblo, que hizo esta coplilla:

La Montehermoso / tiene un tintero, / donde moja su pluma / José primero.

Cabe decir que los tinteros de entonces solían hacerse de cuerno. Da muchos más detalles sobre esta historia un curioso artículo de Abel Hugo, publicado en la Revue des Deux Mondes en 1833.  Para compensarlo, José I compró el palacio de Montehermoso a Aguirre por trescientos mil francos, un precio superior al real (Napoleón I, al enterarse, y Stanislas de Girardin, comentaron que el palacio no valía esta cifra ni con la Marquesa dentro), lo nombró miembro de la afrancesada Orden Real de España (despectivamente llamada por el pueblo "la Berenjena") y lo incluyó como primer comisario de una josefina Junta de reforma de teatros en la que estaban Leandro Fernández de Moratín, Juan Meléndez Valdés, Pedro Estala y Tomás García Suelto, siendo sustituido después por el marqués de Casa Calvo. Falleció ese mismo año en París el 8 de junio, y le sucedió su hija única, María Nieves Amalia, nacida en 1801 (otros hermanos suyos habían fallecido: Félix María, nacido en 1765 y muerto a los cinco años, y después de él dos hermanas llamadas María Josefa, nacida en 1768, y María Ramona, en 1770, que fallecieron siendo niñas).

## Obras
- La paz interior... Vitoria, Baltasar Manteli, 1795.
- Exposición hecha al Emperador sobre el proyecto de Constitución por el Marqués de Montehermoso, Diputado de la provincia de Álava, 1808.